# 劉承旼
劉承旼（韩语： Yu Seungmin；1958年1月7日—），南韓经济学家、政治家，其父為已故大邱法院首席律師、國會議員劉守鎬。

## 生平
劉承旼是大邱人，家境窮困，在家中排行老么。其父親原是農民，後憑著苦讀成為法官，也曾涉足政界8年。 劉承旼是首爾大學經濟學士，並在威斯康星大学麦迪逊分校獲得經濟學博士學位，其主攻產業組織理論。他以經濟學家的身分在韓國開發硏究院工作。

### 投身政治
劉承旼從2004年起以大國家黨黨員的身分連續當選4次韓國國會議員。2005年，劉承旼也擔任未來的韓國總統、當時的國會議員朴槿惠的參謀長，並被認為是她的緊密助手。
劉承旼是新世界黨（前身即大國家黨）的國會黨團領導人，不過他在2015年7月辭職。由於被黨取消提名，他脫黨參選2016年國會選舉，但他仍然赢得了将近四分之三的選票。他在當選後表示會回到新世界黨黨團。

### 正黨
劉承旼協助正黨的成立並且加入該政黨。劉承旼決定參加2017年大韓民國總統選舉，黨內初選時遇到對手南景弼，該年3月28日，正黨黨內初選仍決定提名劉承旼。

### 2017年總統選舉
劉承旼在2017年獲得黨內提名參選韓國總統選舉。他的競選主軸是保守的外交政策（안보는 보수），同時呼籲改革韓國經濟（경제는 개혁）。落敗後決定不會角逐黨代表職位。

### 2018年地方選舉
總統選舉落敗後，部分黨籍國會議員回歸自由韓國黨，正黨國會席次僅存9席，分裂與低迷的支持率，使擔任新任代表的劉承旼開始尋求與其他政黨合作，安哲秀帶領的國民之黨成為選擇，雙方合併後的新政黨為正未來黨。但該黨在2018年大韓民國地方選舉中遭遇挫敗，完全未得到任何廣域團體首長、基礎團體首長的席次，劉承旼辭職以示負責。